# 티에리 누빌
티에리 장 누빌(Thierry Jean Neuville, 1988년 6월 16일 ~ )은 현재 현대 모터스포츠 소속으로 세계 랠리 선수권 대회에 출전하고 있는 벨기에의 랠리 선수이다. 2013년, 2016년부터 2019년까지 5회 WRC 드라이버 챔피언십 2위를 달성했으며, 2024년 드라이버 챔피언을 달성하며 벨기에 국적으로 WRC를 우승한 첫번째 선수가 되었다. 2019년과 2020년 현대 모터스포츠의 제조사 우승에 공헌했다. 2009년 스페인 카탈루냐 랠리에 출전하며 WRC에 데뷔했다. 현재 코드라이버는 마르틴 뷔데거(Martijn Wydaeghe)이다.
1988년 벨기에 장크트피트에서 태어났다. 2007년부터 랠리를 시작하여 2009년과 2011년에 인터컨티넨탈 랠리 챌린지에 출전하였으며, 2009년 랠리 카탈루냐로 처음 월드 랠리 챔피언십에 데뷔하였고 2010년 주니어 월드 랠리 챔피언십에 출전했다. 시트로앵 주니어 팀과 계약하여 2012년 월드 랠리 카 데뷔를 하였으며 2013년 카타르 월드 랠리 팀 소속으로 첫 포디엄을 달성, 세바스티앵 오지에에 이은 챔피언십 2위를 달성했다.
2014년 WRC에 복귀한 현대 모터스포츠와 계약하여 리드 드라이버가 되었다. 2014년 랠리 도이칠란트에서 자신과 팀의 첫 랠리 우승을 달성했다. 2014년과 2015년을 챔피언십 6위에서 마쳤으나 2016년부터 2019년까지 오지에, 오트 태나크와 경쟁하며 챔피언십 2위를 달성했다. 2019년 현대 모터스포츠의 첫 컨스트럭터 챔피언에 기여했다.

## 경력
- 누빌은 2010년 JWRC에서 자체 입력 한 시트로엥 C2를 운전했다.
- 2014년, 현대 모터스포츠는 WRC에 진출하기 위해 다년간의 계약으로 누빌에 서명했음을 확인했다[1].